# Europæiske oversvømmelser i 2002
I august 2002 opstod der efter en uge med intens nedbør, oversvømmelser over en stor del af Europa. De ramteTjekkiet, Italien, Spanien, Østrig, Tyskland, Slovakiet, Ungarn, Rumænien, Bulgarien, Kroatien, Ukraine og Rusland. Begivenheden dræbte 232 mennesker og havde skader for 27,7 milliarder Euro. Oversvømmelsen var af en størrelsesorden, der betegnes som en 100-års hændelse. Der blev registreret oversvømmelseshøjder der ikke var set siden St. Mary Magdalenes oversvømmelse 22. juli 1342.

## Udvikling
Oversvømmelser var resultatet af passage af to store lavtrykssystemer (navngivet Hanne og Ilse af det frie universitet i Berlin), som bragte varm fugtig luft fra Middelhavet nordpå. Effekterne af El Niño kan have bidraget. Oversvømmelserne bevægede sig gradvist mod øst langs Donau, selvom skaderne i de store byer på dens kyster ikke var så alvorlige som i de områder, der senere blev ramt af oversvømmelserne.
Da nedbøren bevægede sig mod nordøst til Bøhmerwald og til kildeområderne for floderne Elben og Vltava, var resultaterne katastrofale vandstande først i de østrigske områder Mühlviertel og Waldviertel og senere i Tjekkiet, Thüringen og Sachsen. Adskillige landsbyer i det nordlige Bøhmen, Thüringen og Sachsen blev mere eller mindre ødelagt af floder, der ændrede deres løb eller massivt løb over deres bredder.

## Berørte områder
Oversvømmelserne var en del af et større system, der også påvirkede Asien. Flere floder i regionen, herunder Vltava, Elben og Donau nåede rekordhøjder.

### Tjekkiet
Hovedstaden Prag fik betydelige skader fra, hvad der blev anset for at være de værste oversvømmelser, der nogensinde har ramt byen. Vandmængden i Vltava kulminerede med 5300 m³/s, 20 % mere end under oversvømmelsen i 1845. Blandt de regioner i hovedstaden, der var hårdest ramt, var Karlín, Kampa, Holešovice og Libeň, hvor der var betydelig risiko for bygningskollaps. De fleste af Prags kunstværker blev reddet på grund af forhåndsvarsel om høj vandstand, men der skete betydelige skader på Prags metrosystem, hvoraf meget var fuldstændig oversvømmet, såvel som på det historiske rørpostsystem, som blev tvunget til at indstille driften.
Samlingerne fra Tjekkiets nationalbibliotek og Prags kommunale bibliotek blev oversvømmet. På trods af kaos og mangel på forberedelse, var tjekkiske bibliotekarer og arkivarer i stand til at sende en betydelig procentdel af deres oversvømmede samlinger til nedfrysning, og dermed afværge øjeblikkelig ødelæggelse af disse historiske samlinger med vand eller skimmelsvamp.
Terezín-mindesmærket og Prags jødiske kvarter fik også betydelige skader. En del af de anslåede i skader på tjekkiske kultursteder, var på Prags kommunale bibliotek, Malá Strana, Nationalteatret og Terezín. 
Evakueringerne før de værste oversvømmelser er blevet nævnt som en af årsagerne til relativt få tab af menneskeliv i hovedstaden. Det anslås, at 40.000 mennesker blev evakueret fra Prag. Blandt dødsfald blandt dyr, som følge af oversvømmelsen var Gaston, en søløve fra Prags zoologiske have, der svømmede til Tyskland efter oversvømmelsen af sit akvarium. I nogen tid troede man, at han ville overleve, men han døde efter fangenskab i Dresden.
I alt døde 17 mennesker i Tjekkiet på grund af oversvømmelserne, og skaderne fra oversvømmelsen blev anslået til mellem 70 og 73 milliarder tjekkiske koruna.  Skaderne på Prags metro er blevet anslået til cirka 7 milliarder Kč.

### Tyskland
Tyskland var hårdest ramt med over to tredjedele af oversvømmelsens samlede tab. De 10 års renoveringsarbejde, der var blevet udført siden genforeningen i 1990 i byen Grimma, i det tidligere Østtyskland, skulle efter sigende være blevet ødelagt på én nat.
Dresden fik betydelig skade, da floden Elben nåede et rekordhøjt niveau på 9,4 meter. Mere end 30.000 mennesker blev evakueret fra forskellige kvarterer i hele byen, og nogle af byens kulturelle vartegn blev anset for at være i fare.
Dresdens Zwinger-palads, der er hjemsted for et betydeligt antal af Europas kunstskatte, herunder Rafaels sixtinske madonna, var i fare for den oversvømmede Elben, men alle kunstværkerne blev reddet. Semper Operaen led også skade.

### Rusland
Sortehavets kystregion var blandt de hårdest ramte regioner i Rusland med betydelige tab af menneskeliv på grund af en tornado, der ramte turistregionen og ødelagde mange hjem. Det var efter tidligere sommeroversvømmelser i det sydlige Rusland. Alt i alt blev skaden i regionen beregnet til mere end 400 millioner $.

## Regioner skånet
Selvom hele Europa til en vis grad var påvirket af rekordstor nedbør, blev nogle byer skånet for de alvorlige oversvømmelser, der ramte Dresden og Prag.
Selvom Donau nåede rekordhøjder, blev både Bratislava og Wien skånet for betydelige oversvømmelser. Bratislavas oversvømmelsesbeskyttelse modstod vandet, mens man generelt mente, at Wien blev skånet for betydelige skader på grund af byens ingeniørarbejde, og der blev iværksat planer for at se, om et sådant arbejde også kunne anvendes til de andre byer. 

## Eftervirkninger
Da vandstanden vendte tilbage til normal, og beboerne vendte tilbage til deres hjem, stod de ikke kun over for de skader, der blev efterladt af oversvømmelserne, men også trusler om sygdom på grund af rådnende affald og mad. Faren steg på grund af oversvømmelser af rensningsanlæg og risikoen for skader på kemiske anlæg.
Europæiske ledere samledes i Berlin for at diskutere virkningerne af oversvømmelserne og for at skabe en bedre forståelse af, hvordan man kan forhindre sådanne katastrofer i fremtiden. Mødet fik en del kritik, da Rusland, som havde lidt betydelig skade, ikke blev inviteret til, hvad der blev regnet som et møde mellem EU-medlemmer og fremtidige medlemmer. EU's ledere lovede støtte til de centraleuropæiske lande, der led mest under oversvømmelserne, med penge fra EU's strukturfonde, og denne udbredelse til ikke-medlemmer blev set som symbolsk i et forsøg på at vise et ægte forenet Europa.